# Batterie du Lequin
La batterie du Lequin est une ancienne batterie de l'île de Porquerolles, sur le territoire de la commune d'Hyères, en France. Construite dans la première moitié du XIXe siècle, elle est la propriété de l'État français. Elle est inscrite monument historique depuis le 20 janvier 1989.